# Weyer (Bas-Rhin)
Weyer település Franciaországban, Bas-Rhin megyében. Lakosainak száma 515 fő (2022. január 1.). Weyer Schalbach, Veckersviller, Bettwiller, Drulingen, Eschwiller, Eywiller, Gungwiller, Hirschland és Siewiller községekkel határos.

## Népesség
A település népessége az elmúlt években az alábbi módon változott:
| Lakosok száma | 609  | 591  | 592  | 576  | 573  | 565  | 548  | 532  | 515  |
|               | 2013 | 2015 | 2016 | 2017 | 2018 | 2019 | 2020 | 2021 | 2022 |